# 旧台南測候所
旧台南測候所（繁体字中国語: 原臺南測候所、きゅうたいなんそっこうじょ）は、台湾台南市中西区にある気象観測に用いられた建築物。正十八角形の建物の中心から白色の塔が伸びており、その形から「胡椒管」とも呼ばれている。1898年に落成し、日本統治時代初期に作られた大型建築物の一つとして知られ、台湾における現代気象観測の普及の地でもある。
1998年に台南市によって市定古跡に指定され、その後2003年には国定古跡に昇格した。

## 歴史

### 建設の背景

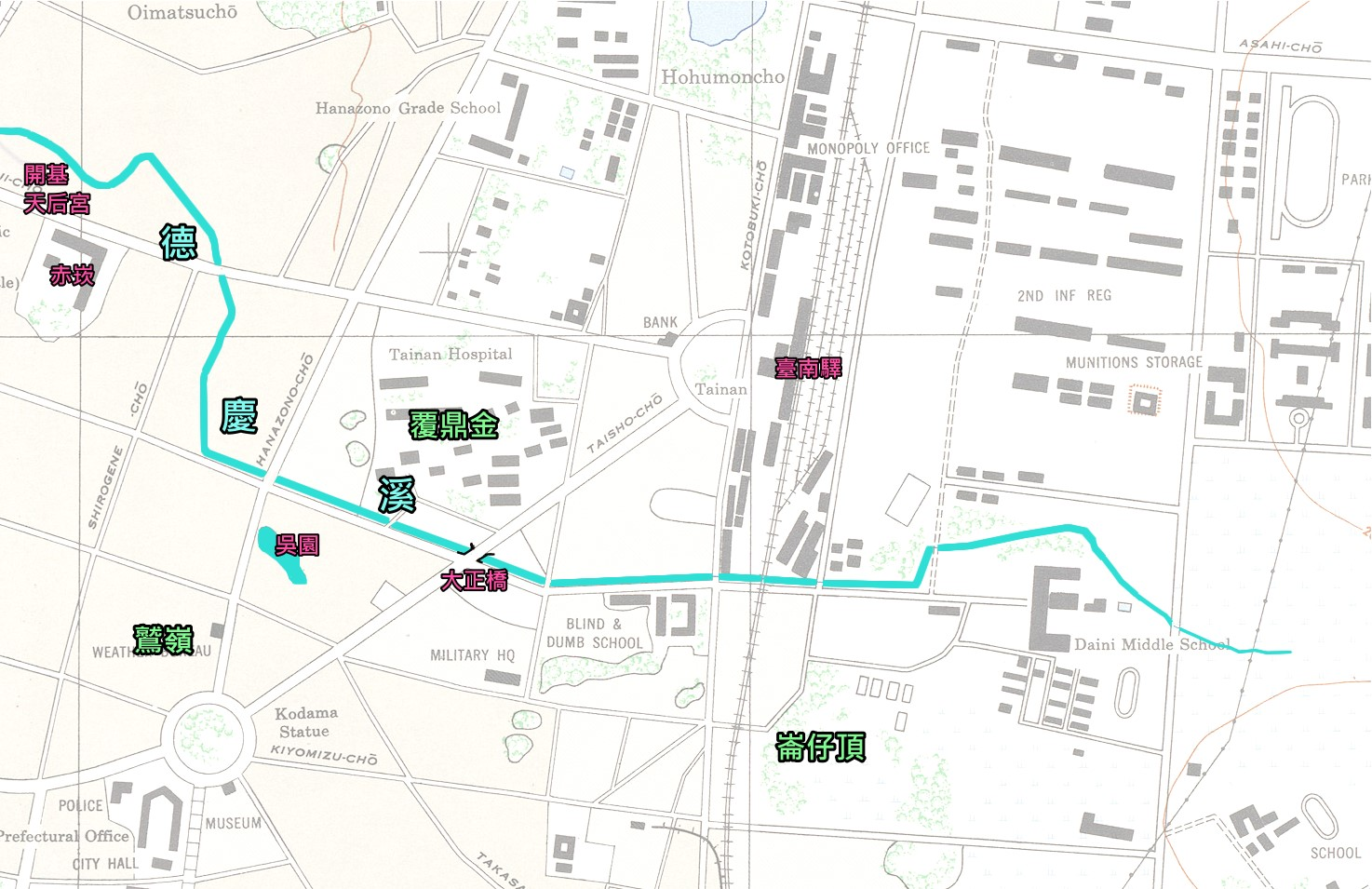
徳慶渓周辺図。現在の測候所付近は鷲嶺と呼ばれる市内随一の高所だった。

1895年から始まった日本による台湾統治にあたり、台湾総督府は新領土のインフラ整備を展開した。その中で、台湾の経済と生活を掌握するためには、気象観測が極めて重要なポイントになると考えた。翌1896年、台湾総督府の通信課長であった土居通豫は中央気象台の協力の下、台湾に気象観測の設備を構築することを計画した。同年3月、台湾総督府民政局に測候所に関する部署が誕生した。同年7月12日、台北測候所、台中測候所、台南測候所、恒春測候所および離島の澎湖測候所の5つの測候所の所在地と名称が決定された。台湾測候所の予定地は、台南市中心部で最も標高が高い鷲嶺と呼ばれる地域と決まった。

### 建設
台湾総督府はこれらの測候所建設計画よりも前に、既に1895年の乙未戦争終結後の時点で台南測候所予定地の付近に仮測候所を設置していた。台南測候所の予定地にほぼ同地点が選ばれた事は、気象観測の機能性を考慮したものと言える。台南測候所と他の4つの測候所は1897年からそれぞれ建設が始まり、台南測候所は1898年4月に竣工した。

### 太平洋戦争後
太平洋戦争後、国民政府が台湾を接収すると台南測候所は「台南気象局」に改められ、1947年には地上での観測が再開された。その後、複数回の名称変更を経て、1977年7月から中央気象局台南気象站となった。それまで測候所内にあった事務所は新たに隣に建設された新庁舎に移り、中央気象局台湾南区気象センターと改められた。
1989年、測候所の建物や設備が老朽化している事を理由に、新たに建設する建物に気象観測部門を移転する事が決まった。1998年、気象観測業務を完全に終了し、同時に台南市政府から市定古跡に指定された。19世紀末の希少な大型建築物であり、同時期に建設された測候所は日本国内のものも含めてほとんど取り壊されている事などから、建物の大規模改修を経て2003年に内政部から国定古跡に指定された。一般にも開放され見学が可能となっている。

## 建築
測候所庁舎は、ほぼ円形の建物と観測用の塔の部分によって構成されている。下部の層は直径約15m、面積は約180平方メートルとなっている。中央部からは直径約3m、高さ約6.5mの白色の塔（風力計）が突き出ており、塔の最上部まで含めた高さは約11.6mとなっている。下部の層の屋根には塔から18本の隅棟が伸びている。下部の層では、東西方向と中央の塔の外側に廊下が設けられ、塔を取り囲むように6つの執務室が設置されている。
建物はレンガ造りを基本とし、建造時には屋根に黒瓦が用いられていた。19世紀末の台南市で最高の建築物であるばかりか、当時の台湾でも珍しい高層建築であった。その後、何度かの改修を経る中で、その構造に大規模な変更はなされていないものの、建造時に漆喰塗りだった外壁は赤レンガに変わっている。